# Хеглунд, Гун
Карин Гунвор Шёблом Хеглунд (швед. Karin Gunvor Sjöblom Hägglund; 2 марта 1932, Эрншёльдсвик — 19 августа 2011, Висбю), более известная как Гун Хеглунд (швед. Gun Hägglund), — шведская телеведущая и переводчица. Хеглунд была первой женщиной-ведущей телевизионных новостей в Швеции, которая в 1958 году вела шведское национальное вечернее новостное шоу «Aktuellt». Иногда её называют первой женщиной в мире, читавшей на телевидении новости, но это утверждение является неточным, поскольку в британской ITN Midday News в 1955 году новости читала Барбара Мэндэл, а в BBC в 1957 году в той же роли выступала Армина Сэндфорд.

## Биография
Гун Хеглунд начала свою карьеру на шведском радио в 1955 году, где она работала в отделе иностранных новостей в качестве секретаря и диктора программы. Она перешла на шведское телевидение в 1958 году, где стала первой женщиной-ведущим новостей Швеции, работая в национальном новостном шоу «Aktuellt», часто в компании первого ведущего теленовостей в Швеции, Олле Бьёрклунда. Кроме того, Хеглунд переводила иностранные кинофильмы и телесериалы. В интервью 1966 года Хеглунд описывала довольно сложный процесс перевода текстовых версий диалогов в фильмах и телевизионных программах на короткие субтитры текста в нижней части экрана.
Для широкой публики Хеглунд, вероятно, была наиболее известна своим участием в развлекательных программах шведского телевидения и ежедневных шоу, таких как «Halvsju» (Половина седьмого вечера), «Razzel», «Träna med TV» (Тренировка с телевизором) и «Café Sundsvall». Хеглунд была замужем за редактором новостей Карлом-Акселем Шёбломом (известным как KAS), с которым она совместно вела «Halvsju», одно из самых популярных телевизионных шоу в шведской истории. Они состояли в браке до самой его смерти в 1982 году.
В течение 30 лет, вплоть до 1997 года, Хеглунд была тесно связана с Национальной ассоциацией содействия велосипедному спорту (швед. Svenska Cykelfrämjandet), сначала в качестве генерального секретаря, а затем её исполнительного председателя. В этом качестве она опубликовала ряд книг о велоспорте. В 1986 году Хеглунд переехал из шведской столицы Стокгольма на балтийский остров Готланд. Она умерла в Висбю после непродолжительной болезни в 2011 году.